# Claopodium crispifolium
Claopodium crispifolium là một loài Rêu trong họ Thuidiaceae. Loài này được (Hook.) Renauld & Cardot mô tả khoa học đầu tiên năm 1893.